# نووکیتمانوو
نووکیتمانوو (به لاتین: Novokytmanovo) یک منطقهٔ مسکونی در روسیه است که در سرزمین آلتای واقع شده‌است.